# 짐 헨슨
제임스 모리 "짐" 헨슨(영어: James Maury " Jim " Henson, 1936년 9월 24일~1990년 5월 16일)은 미국의 인형극가이다.
헨슨은 세서미 스트리트와 머펫 쇼비롯한 많은 텔레비전 프로그램에서 활동했으며 영화 《머핏 무비》와 《그레이트 머핏 케이퍼》에도 참여했다. 그리고 《프래글 록》, 《다크 크리스탈》, 《래비린스》 등의 텔레비전 프로그램 및 영화에서 사용된 고급 인형의 제작을 담당하기도 했다. 그는 자신이 감독한 영화로 오스카 시상식에서 노미네이트되었으며, 텔레비전 프로듀서로서 에미상을 수상하기도 했고, 짐 헨슨 컴퍼니, 짐 헨슨 재단, 짐 헨슨 크리쳐 샵을 설립하였다. 1990년 5월 16일 화농성연쇄상구균 감염으로 인해 숨을 거두었다.